# Chris Jacobie
Chris Jacobie (ur. 27 stycznia 1957) – namibijski dziennikarz, redaktor naczelny pisma "Die Republikein". 
W 1975 ukończył szkołę średnią w Windhuku. W młodości pracował dla South African Broadcasting Corporation (SABC). W 1989 zaangażował się w pracę w namibijskim "Die Republikein" jako reporter polityczny. Obecnie pełni obowiązki redaktora naczelnego gazety oraz dyrektora Holdingu Mediów Demokratycznych w Namibii (ang. Democratic Media Holdings). 